# St. Margaret's Hope

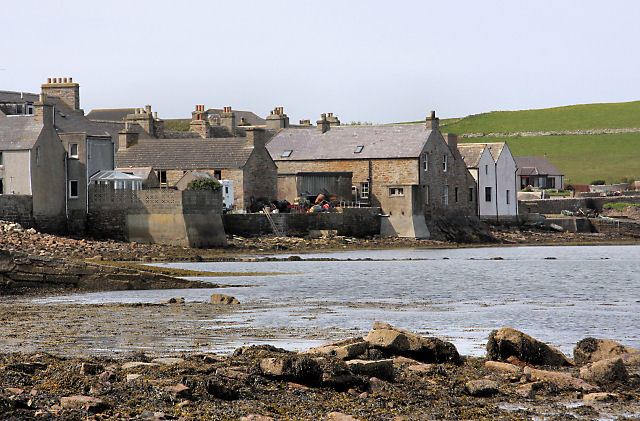
St. Margaret's Hope.

St. Margaret's Hope (lokalt The Hope) är en ort på Orkneyöarna, Skottland.
St. Margaret's Hope är Orkneyöarnas tredje största ort, efter Stromness och huvudorten Kirkwall. 2005 hade orten cirka 550 invånare. St. Margaret's Hope är den största orten på ön South Ronaldsay.
Orten påstås ha fått sitt namn efter den norskfödda drottningen Margareta av Skottland som avled på Orkneyöarna på väg från Norge till Skottland, men den kan också vara uppkallad efter Malkolm III:s hustru  
Margareta som helgonförklarades efter sin död 1093.
St. Margaret's Hope hade sin storhetstid i samband med  1800-talets sillfiske men avskars från Nordsjön under första världskriget och överlevde enbart som hamn. Orten har förbindelse till Gills Bay med Pentland Ferries.